# Hermann Eckstein
Pour les articles homonymes, voir Hermann Eckstein (1903-1976) et Eckstein.
Hermann Eckstein, né le 3 janvier 1847 et mort le 16 janvier 1893, est un industriel et banquier britannique d'origine wurtembergeoise, qui a contribué au développement de l'or et du diamant en Afrique du Sud à la fin du XIXe siècle.

## Biographie
Né à Hohenheim, près de Stuttgart, en royaume de Wurtemberg, fils d'un pasteur luthérien, il reçoit une éducation protestante. Il part en 1882 en Afrique du Sud, travailler auprès des équipes dirigeantes de mines de diamant et d'or. Il se fait remarquer par son ingéniosité et à son sens de l'organisation. et devient un des dirigeants de la société Phoenix Diamond Mining Company, près de Kimberley. Il attire l'attention de deux autres industriels du diamant, Julius Wernher et Alfred Beit. En 1884, il les rejoint au sein de la société Jules Porgès & Co, fondée par le français Jules Porgès, qui est rebaptisée Wernher, Beit & Co.
L'année suivante, ils se lancent dans l'extraction d'or, mais sans grand succès. Des rumeurs font alors état de la présence d'un grand gisement d'or dans la région du Witwatersrand, à 50 km au sud de Pretoria et, lui et son ami Alfred Beit commencent à racheter des concessions tout autour de la future ville de Johannesburg. En 1888, Eckstein crée sa propre société sous le nom d'Hermann Eckstein & Co, au sein de la Corner House, dont le siège est à Londres. Lui est représentant de Jules Porgès en Afrique du Sud. Cette année-là, il fonde avec Alfred Beit la ville de Johannesburg, sur un champ où paissait un troupeau de moutons, et contrôle quasiment toutes les activités minières naissantes, dans la partie centrale du Witwatersrand et les onze premiers syndicats d'entreprises minières. L'année suivante, il donne l'impulsion pour la création de la Chambre des mines d'Afrique du Sud, qui lui confie la présidence (qu'il conserve jusqu'en 1892),.
Il joue aussi un rôle important dans la création en 1891 à Pretoria de la National Bank of the South African Republic, première banque centrale du pays. En 1892, un an avant sa mort, il devient associé de la firme Central Mining and Investment Corporation, aux côtés de Julius Wernher et Alfred Beit. Par ailleurs, il a fait planter une importante forêt d'eucalyptus aux abords de Johannesburg.

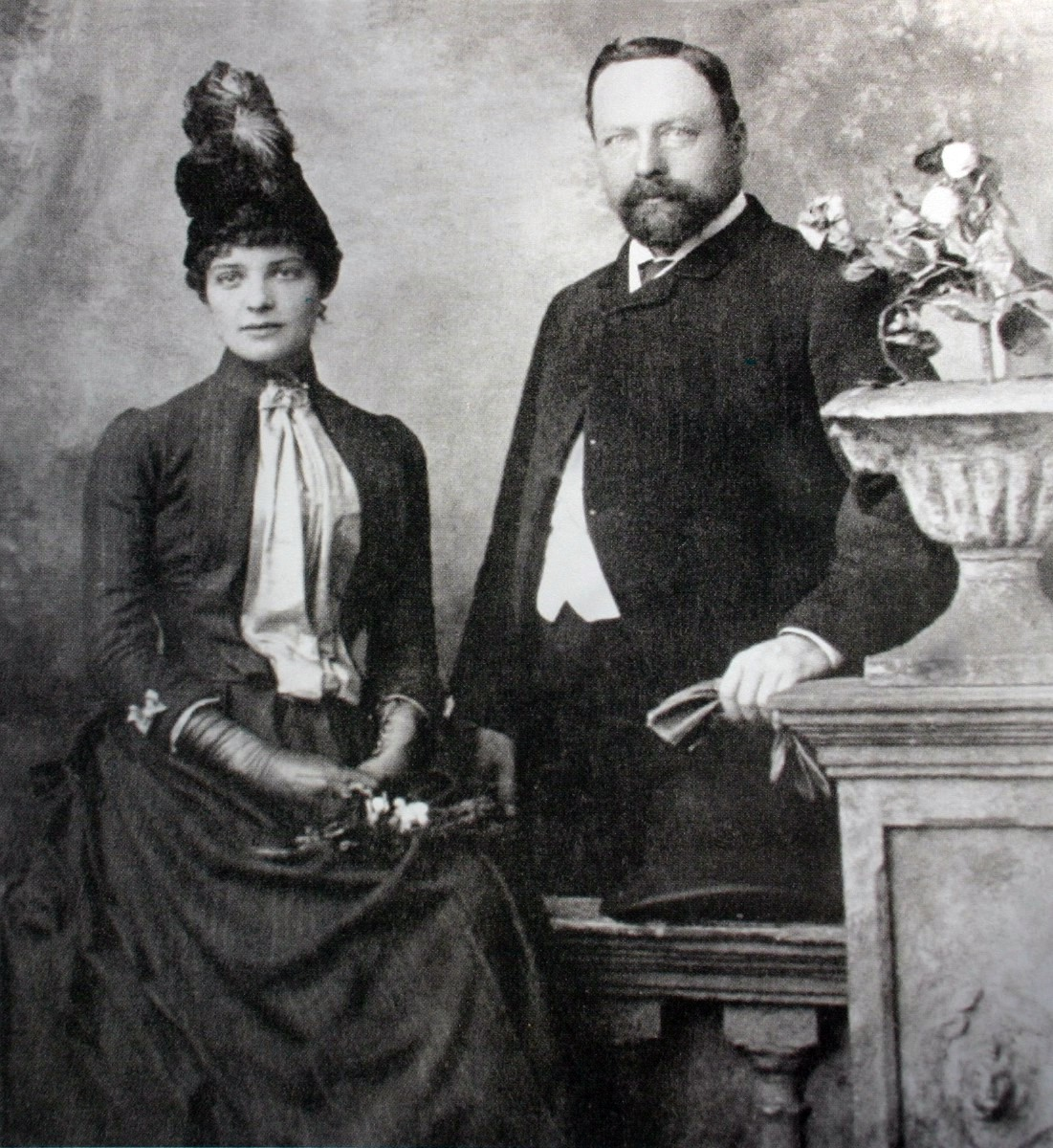
Hermann Eckstein et sa femme Minnie vers 1880
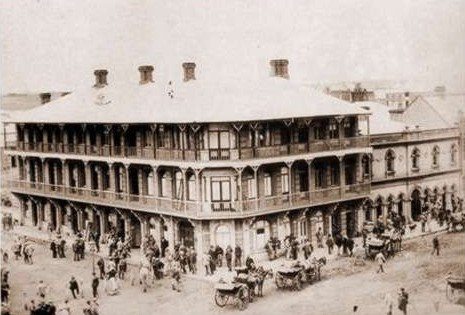
The second Corner House, Johannesbourg vers 1890

Revenu en Angleterre, puis en Allemagne, il meurt le 16 janvier 1893